# コリン・フリールズ
コリン・フリールズ（Colin Friels、1952年9月25日 - ）は、スコットランド生まれのオーストラリアの俳優。
スコットランド・ノース・エアシャー出身。1963年、一家でオーストラリアのダーウィンに移住。
1984年に女優のジュディ・デイヴィスと結婚し、子供が2人いる。 

## 主な出演作品
- フェイク野郎 Hoodwink (1981)
- ルーカス・ルーカス The Coolangatta Gold (1984)
- マルコム/爆笑科学少年 Malcolm (1986)
- グランドゼロ Ground Zero (1987)
- ボディ・クロス/殺しは危険な香り Grievous Bodily Harm (1988)
- ダークマン Darkman (1990)
- 訴訟 Class Action (1991)
- ディンゴ Dingo (1992)
- グッドマン・イン・アフリカ A Good Man in Africa (1994)
- エンジェル・ベイビー Angel Baby (1995)
- ポール・マーキュリオの天国から来た男 Back of Beyond (1995)
- ハーモニー Cosi (1996)
- ダークシティ Dark City (1998)
- 監禁アマゾネス The Book of Revelation (2006)
- トゥモロー 僕たちの国が侵略されたら Tomorrow, When the War Began (2010)
- 不良探偵ジャック・アイリッシュ 死者からの依頼 Jack Irish: Bad Debts (2012) テレビ映画
- バブル バス ベイ Bubble Bath Bay (2015) テレビアニメ

## 日本語吹き替え
- 小川真司をはじめ、仲野裕、星野充昭、秦正武などが声を当てている。